# Система Пуаре
Система Пуаре (также система Поаре и «Пуарэ», по фамилии изобретателя) — конструкция разборной плотины, изобретённая французским инженером Антуаном Пуаре (также известен под другим своим именем, Шарль, фамилия фр. Poirée часто искажается в источниках, на латинице встречается Poire, Poiret, Poiré) в 1834 году (в 1826 году согласно профессору А. С. Аксамитному, «незадолго до 1840 года» по другим источникам) и популярная до начала XX века.

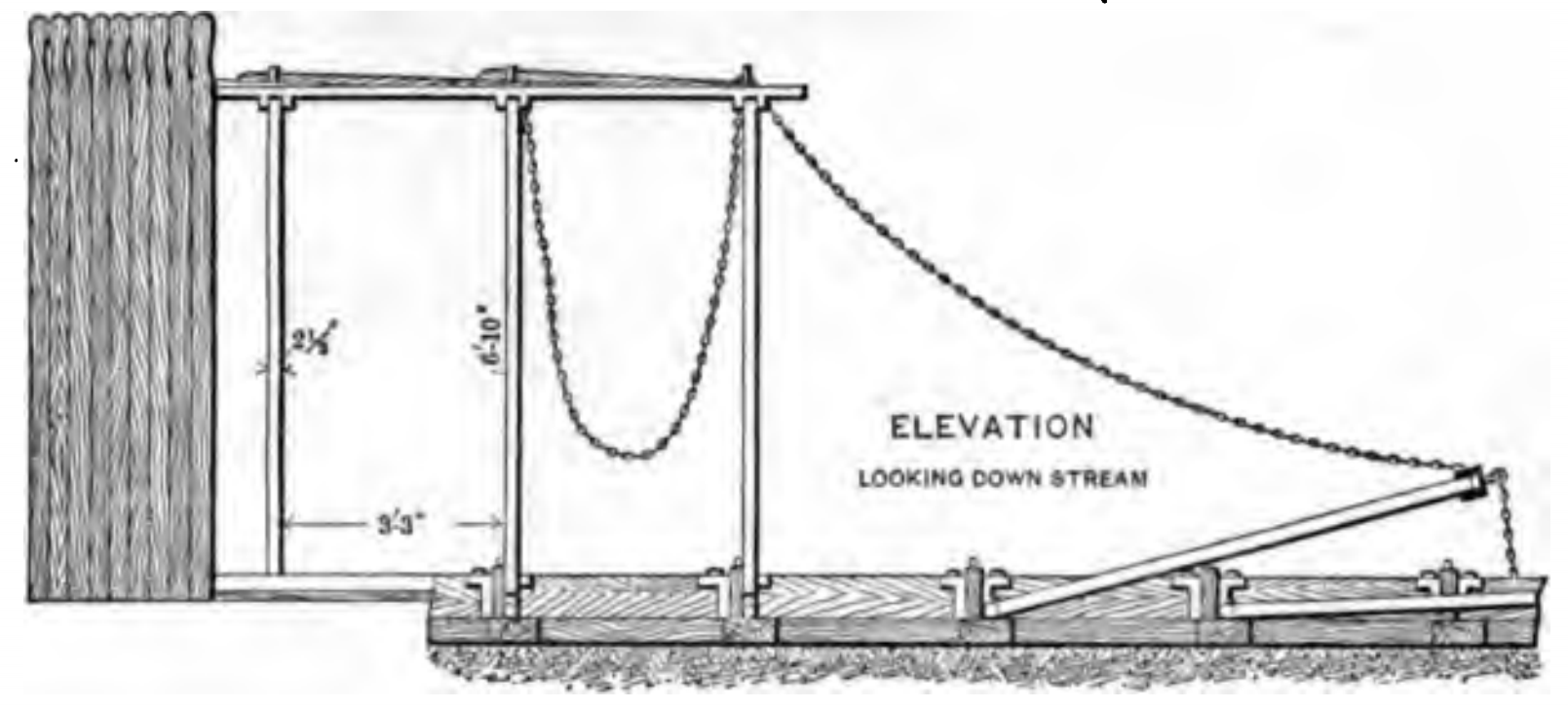
Вид вдоль реки (вниз по течению) в ходе подъёма ферм. Видны цепи, используемые для подъёма

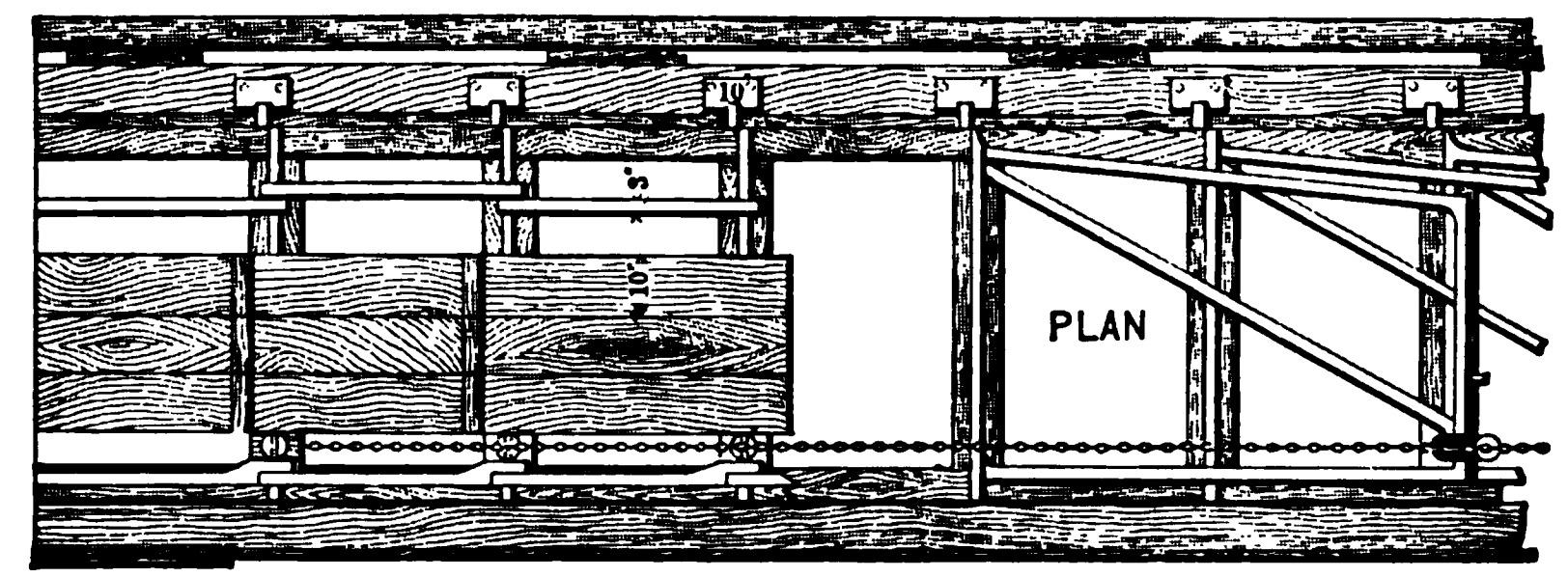
Вид сверху в процессе сборки. Видны поднятые и не поднятые фермы, части мостика, поперечные стяжки, цепи

Вре́менными опорами плотины служат металлические фермы, устанавливаемые поперек всей реки по направлению течения. Отличие системы Пуаре — в использовании многих независимых ферм, связанных поперечными (относительно реки) связями, образующими мостик. В этот мостик упираются почти вертикальные «спицы» (деревянные или металлические, ЭСБЕ также употребляет термин «шандоры»), которые нижними концами упираются в порог, вделанный в флютбет. Плотно соприкасающиеся спицы образуют род стены, подпирающей воду. С помощью специальных механизмов плотину можно быстро открыть, удалив спицы и разобрав связь между фермами, после чего фермы ложатся на дно, вращаясь около нижнего своего основания и не создают препятствий потоку воды и судоходству.

Первые дамбы системы Пуаре были построены во Франции:
- на Йонне около фр. Basseville (Ньевр) в 1834 году;
- на Луаре около фр. Decise в 1836 году;
- на Йонне около коммуны Эпино[фр.] чуть ниже входа в Бургундский канал в 1838 году;
- на Сене недалеко от Парижа в 1840 году.

Изобретение Пуаре усовершенствовало предыдущую конструкцию, где вершины спиц опирались на натянутый поперёк реки трос, что ограничивало длину плотины 12 метрами, в то время как по мнению Пуаре безопасность навигации по Йонне требовала возможности открыть проход шириной 20 метров. Первоначальное расстояние между фермами составляло 2 метра, но в дальнейшем было уменьшено почти вдвое. Исходные опасение, что лежащие на дне металлоконструкции будет трудно поднять, когда они будут занесены илом, не подтвердилось: сборка и разборка плотины производится в то время, когда река полноводна и отложения ила потому минимальны.

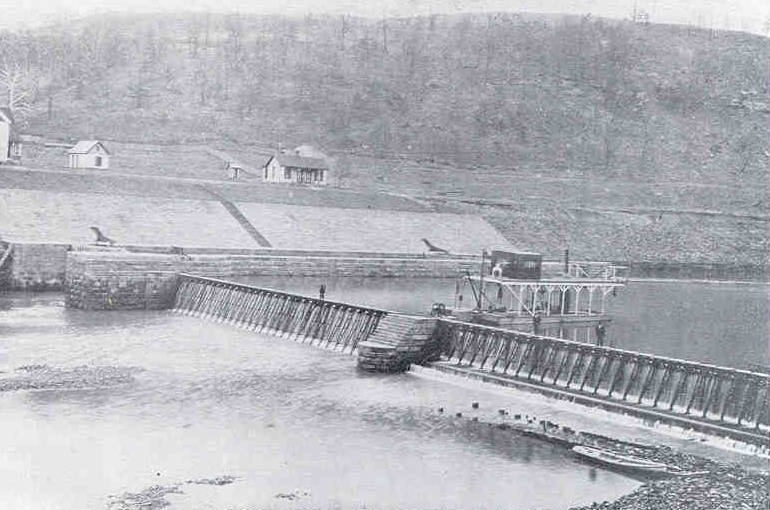
Плотина на Биг-Сэнди в 1896 году

Небольшие размеры первоначальных плотин (фермы были два метра высотой, полтора метра шириной у основания и 0,7 метра шириной в верхней части, весом 120 кг), позволяли сборку и разборку усилиями двух человек. По мере увеличения высоты плотин, вес спиц стал увеличиваться и потребовал введения механизации. С увеличением высоты (свыше четырёх метров на реке Биг-Сэнди в Кентукки, 1891—1897 годы) проявились и другие недостатки конструкции:
- спицы стали ломаться;
- возросла утечка воды через щели между спицами.

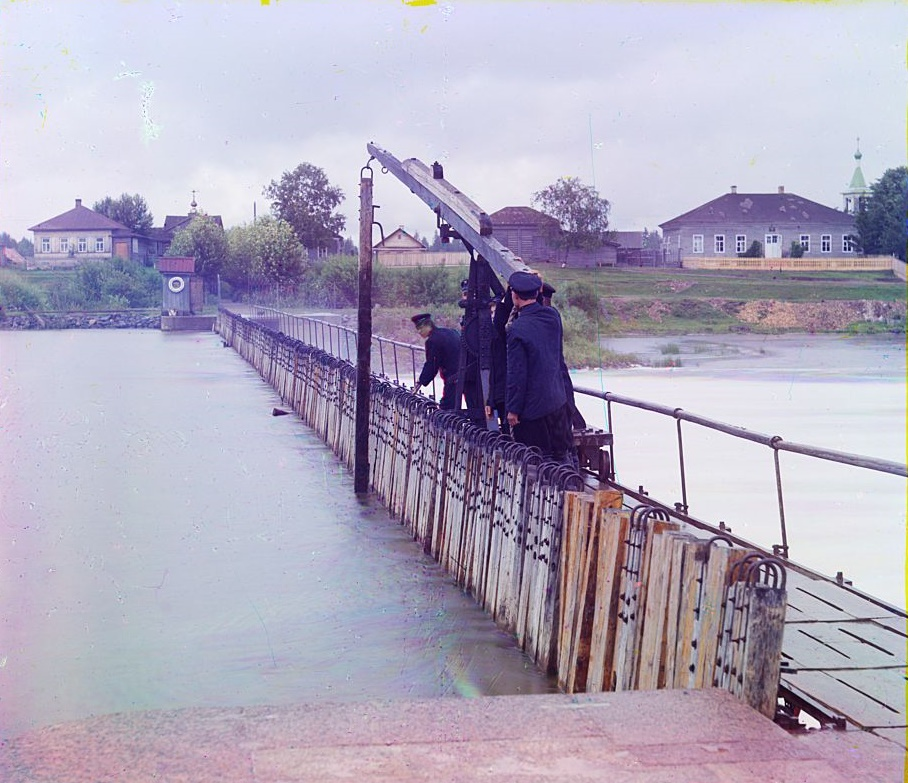
Извлечение спицы из плотины системы Поаре (село Ниловцы, 1909 год; ныне на дне Череповецкого водохранилища)

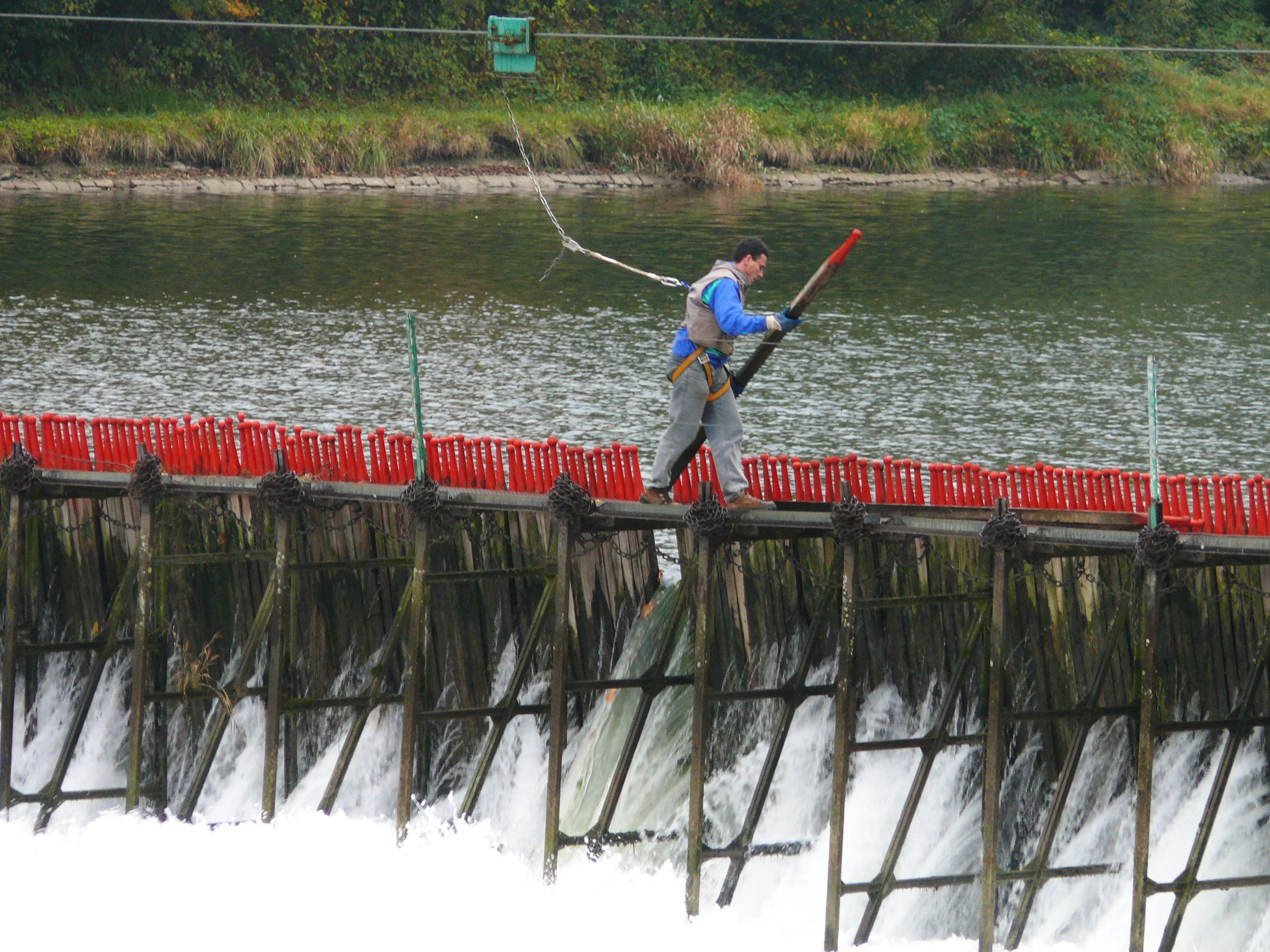
Вставка спицы в начале XXI века (Живе)

Вставка и извлечение спиц — тяжёлая и опасная работа, потому в XX веке система Пуаре была постепенно вытеснена механизированными плотинами, однако некоторое число плотин такого устройства сохранилось; современные спицы иногда изготавливаются из алюминиевого профиля, заполненного полистиролом для плавучести.